# カリチク川
カリチク川（カリチクがわ、ウクライナ語: Кальчик）は、ウクライナ・ドネツィク州を流れる、カリミウス川右岸の支流である。カリチク川はおそらく、史料にみられるカルカ川（Калка）と同じ川であると推定されている。

## 地理・生物
カリチク川の源流はドネツィク州の、ザポリージャ州との境界線に接するカリチニヴカ村(uk)である。河口はマリウポリ市にあり、カリミウス川の河口（＝黒海）から6kmの地点に流入する。カリチク川の長さは88km、流域面積1263km2、水量30m3/秒である。また、付近のベルダ川(uk)とカリチク川の流域との間は、ウクライナ草原自然保護区(uk)の一部となっており、石造りの陵墓(uk)という名の禁漁区がある。
カリチク川にはヒゴイ、ソウギョ、ハクレン等が生息している。

## 環境
上流・中流は農業地帯からの塩害で、下流はマリウボリからの生活排水によって汚染されている。水中には石油成分や不揮発性のフェノールの増加が見受けられる。また水源から河口まで鉱化作用が増加している。河口近くの鉱化作用は2.5g/ℓに及ぶ。

## 由来
マックス・ファスマーは、「カリチク（Кальчик）という名はスラヴ語派の語根・кал（泥）に由来すると推測されるが、インド・ヨーロッパ語族の*kel- // *kal-（黒い）に基づけば、スキタイ語を起源とする可能性をも除外するわけにはいかない」と論じた。しかし「黒い」（ウクライナ語: Чорний）という言葉は他の語幹（タジク語: Сиёҳ）から生じたもので、イラン語群ではкалは錫を意味する（タジク語: Қалъ、オセット語: Къала）。アレクサンドル・シャポシュニコフは、カリチクはスラヴ祖語の*kalъ（泥）から派生したとみなしている。
(注：キリル文字「кал」はラテン文字に転写すると「kal」に相当する。）

## カルカ川
カルカという名で記述された出来事には、以下のものがある。
- 1223年5月31日、モンゴル帝国軍と、ルーシ・ポロヴェツ連合軍との間で、カルカ河畔の戦いが行われた[4]。
- 1380年、カルカにおいて、ジョチ・ウルスのママイとトクタミシュとの間でカルカ河畔の戦いが行われた[4]。

この文献上のカルカはカルチク川のことであり、カルカ河畔の戦いはカルチク川の上流、石造りの陵墓（上記の禁漁区一帯）付近で行われたという見解がある。この見解はK.クドリャショフ、スヴェトラナ・プレトニョーヴァ(ru)によって支持されている。一方、たとえばウラジーミル・ショヴクンは、この見解に疑問を呈している。
また、N.ブリャンデルベルグ、E.トレフェンリエフによって、カルチク川岸で考古学的発掘調査が行われたが、カルカ河畔の戦いの場を明らかにする、新しい証拠はもたらされなかった。